# Zimmern unter der Burg
Zimmern unter der Burg är en kommun (tyska Gemeinde) i Zollernalbkreis i delstaten Baden-Württemberg i Tyskland. Folkmängden uppgår till cirka 500 invånare, på en yta av 5,04 kvadratkilometer.
Kommunen ingår i kommunalförbundet Oberes Schlichemtal tillsammans med staden Schömberg och kommunerna Dautmergen, Dormettingen, Dotternhausen, Hausen am Tann, Ratshausen och Weilen unter den Rinnen.

## Befolkningsutveckling
| Befolkningsutvecklingen i Zimmern unter der Burg 1975–2015 | Befolkningsutvecklingen i Zimmern unter der Burg 1975–2015 | Befolkningsutvecklingen i Zimmern unter der Burg 1975–2015 | Befolkningsutvecklingen i Zimmern unter der Burg 1975–2015 | Befolkningsutvecklingen i Zimmern unter der Burg 1975–2015 |
| ---------------------------------------------------------- | ---------------------------------------------------------- | ---------------------------------------------------------- | ---------------------------------------------------------- | ---------------------------------------------------------- |
|                                                            |                                                            |                                                            |                                                            |                                                            |
| År                                                         |                                                            |                                                            | Folkmängd                                                  | Areal (ha)                                                 |
| 1975                                                       | 1975                                                       |                                                            | 390                                                        | 505                                                        |
| 1980                                                       | 1980                                                       |                                                            | 371                                                        |                                                            |
| 1985                                                       | 1985                                                       |                                                            | 367                                                        |                                                            |
| 1990                                                       | 1990                                                       |                                                            | 407                                                        |                                                            |
| 1995                                                       | 1995                                                       |                                                            | 472                                                        |                                                            |
| 2000                                                       | 2000                                                       |                                                            | 507                                                        |                                                            |
| 2005                                                       | 2005                                                       |                                                            | 488                                                        |                                                            |
| 2010                                                       | 2010                                                       |                                                            | 476                                                        |                                                            |
| 2015                                                       | 2015                                                       |                                                            | 475                                                        |                                                            |
|                                                            |                                                            |                                                            |                                                            |                                                            |